# The Homecoming Queen's Got a Gun
The Homecoming Queen's Got a Gun è una canzone della cantante e attrice statunitense Julie Brown scritta nel 1983. Compare come lato B nei singoli I Like 'em Big and Stupid e I Want to Be Gay.
Nell'ottobre 2008, la Brown pubblicò una versione riscritta della canzone intitolata The Ex-Beauty Queen's Got a Gun, nella quale parodia Sarah Palin nelle elezioni 2008. La canzone fu pubblicata solo tramite formato digitale.

## Significato
La canzone è ispirata ad un avvenimento che Brown ha vissuto realmente. Parla di una ragazza che ricorda il giorno in cui la sua migliore amica, Debi, venne incoronata "reginetta dell'ultimo anno di liceo" e, improvvisamente, quest'ultima comincia a uccidere tutte le persone con una pistola. Alla fine, Debi è uccisa dalla polizia e, prima di morire, confessa all'amica che ha cominciato a uccidere per una misteriosa persona di nome "Johnny".
Verso la fine della canzone, la Brown cita il film Quarto potere.

## Il video
Venne fatto un video per il Just Say Julie che mostra gli avvenimenti che Brown descrive nella canzone.